# تايلور بنسون
تايلور بنسون (بالإنجليزية: Taylor Benson)‏ هو صحفي وسياسي أمريكي، ولد في 14 أبريل 1922، وتوفي في 5 فبراير 1996. حزبياً، نشط في الحزب الديمقراطي. وقد انتخب عضو مجلس ولاية ويسكونسن.